# Шиварово
Шива́рово (болг. Шиварово) — село в Бургаській області Болгарії. Входить до складу общини Руєн.

## Населення
За даними перепису населення 2011 року у селі проживали 270 осіб.
Національний склад населення села:
| Національність   | Кількість осіб | Відсоток |
| ---------------- | -------------- | -------- |
| турки            | 266            | 98,5%    |
| болгари          | 3              | 1,1%     |
| цигани           | 0              | 0%       |
| Всього відповіли | 270            |          |

Розподіл населення за віком у 2011 році:
Динаміка населення: